# Мотафолоне
Мотафоло̀не (на италиански: Mottafollone, на местен диалект Mattifuddùni, Матифудуни) е село и община в Южна Италия, провинция Козенца, регион Калабрия. Разположено е на 384 m надморска височина. Населението на общината е 1283 души (към 2012 г.).